# 機動戦士ガンダム 逆襲のシャア
『機動戦士ガンダム 逆襲のシャア』（きどうせんしガンダム ぎゃくしゅうのシャア、英: Mobile Suit Gundam Char's Counterattack）は、1988年3月12日（土）に松竹系で劇場公開されたガンダムシリーズのアニメ映画。監督は富野由悠季。略称は英題の頭文字を取った「CCA」、または「逆シャア」など。本作は『機動戦士ガンダム』から14年後の宇宙世紀0093年を舞台に、一連のシリーズの主要人物であるアムロ・レイとシャア・アズナブルの最後の戦いを描いている。
公開時のキャッチコピーは「宇宙世紀0093 君はいま、終局の涙を見る…」。同時上映は『機動戦士SDガンダム 』。配給収入6億2000万円、興行収入11億3000万円、観客動員数103万人。DVDは30万枚出荷。
2019年9月13日に機動戦士ガンダム40周年プロジェクト『ガンダム映像新体験TOUR』として4DX上映され、2021年4月2日には同『TOUR』の「FINAL」として、全国7館のDolby Cinema（ドルビーシネマ）で劇場公開された。
2019年9月26日には「U.C.ガンダムBlu-rayライブラリーズ」としてスペシャルプライスBlu-rayが発売された。日本語, 英語, 中国語字幕付き。

## 概要
テレビアニメの再編集ではなく、劇場オリジナル作品として制作された初のガンダム映画。アムロ・レイとシャア・アズナブルの最後の戦いを描く。サンライズアニメーション作品企画部が用いる共同ペンネーム「矢立肇」のクレジットは使用されていない。主題歌にはTM NETWORKが起用されている。

## あらすじ
宇宙世紀0093年、先のグリプス戦役以降消息不明だった元ジオン公国軍エース・パイロットで、ジオン共和国創始者ジオン・ズム・ダイクンの息子であるシャア・アズナブル（キャスバル・レム・ダイクン）は、幾多の戦いを経ても旧態依然として地球から宇宙移民を統制し続ける地球連邦政府に対し、新生ネオ・ジオンを率いて反乱の狼煙を上げる。かつてのシャアの宿敵アムロ・レイやブライト・ノアらが所属する連邦軍の外郭部隊ロンド・ベルは各スペースコロニーの内偵を進めていたが、シャアに期待を寄せる宇宙移民たちのサボタージュを受け、ネオ・ジオンの全貌を掴めずにいた。
シャアは最初の攻撃として、小惑星・5thルナを地球連邦政府本部があるチベットのラサへ落着させる。シャアのニュータイプ用モビルスーツ（MS）・サザビーに対する力不足を実感したアムロは、以前より開発に関わっていたサイコフレーム搭載MS・ν（ニュー）ガンダムを受領する。一方のネオジオンは、シャアをコロニー・ロンデニオンに移すカモフラージュとしてロンド・ベルを襲撃する。戦闘後、ロンド・ベル旗艦ラー・カイラムは故障したシャトルを救助するが、その中にはシャアと極秘会談を行う予定の連邦政府高官アデナウアー・パラヤとその娘クェス・パラヤ、そしてブライトの息子ハサウェイ・ノアが乗船していた。
ラー・カイラムはロンデニオンに寄港し、アムロはハサウェイとクェスを伴ってつかの間の休息をとる。その頃シャアはアデナウアーを始めとする連邦政府の使節団と裏取引を行い、小惑星アクシズのネオ・ジオン譲渡と引き換えに停戦に合意する。会談後、気晴らしに外出したシャアはアムロと鉢合わせし、乱闘になるが、父アデナウアーや自分を取り巻く環境に鬱屈していたクェスは、アムロから拳銃を取り上げ、シャアを庇ってしまう。シャアはクェスを伴って逃走する。
会談に同席していた会計監査員カムラン・ブルームの密告を受けたブライトは、アデナウアーらの浅慮に抗議するが、アデナウアーはネオ・ジオン艦隊の武装解除に立ち会うため、連邦軍の小惑星基地ルナツーへ向かってしまう。シャアは本拠地のコロニー・スウィートウォーターで決起演説を行い、ルナツーに到着したネオ・ジオン艦隊は、そのままルナツー駐留艦隊を奇襲して大打撃を与える。アデナウアーは、シャアに素質を認められてMSパイロットになったクェスの攻撃を受け、爆死する。
シャアの真の狙いは、ルナツーから奪った核兵器を満載したアクシズを地球に衝突させ、核の冬を起こすことにあった。ロンド・ベルはカムランが横流しした15基の核ミサイルを装備し、ネオ・ジオン艦隊を追撃するが、シャアらの奮戦によって核ミサイルは迎撃され、先行したMS隊も撃退されてしまう。ブライトはアクシズの核エンジンノズルそのものを破壊するべく、残る4基の核ミサイルを軸とし、アクシズへの揚陸も考慮した第二次攻撃を開始する。その最中、クェスの身を案じてラー・カイラムに密航していたハサウェイはMSを強奪して戦場に迷い出るが、再会したクェスの制止は敵わず、彼女の死を見せつけられることになってしまう。
核ミサイル攻撃を阻止されたブライトは、ラー・カイラムをアクシズに接舷させ、内部から爆破して落下軌道から逸らそうとする。作戦は成功するかに見えたが、爆発で割れたアクシズの後部が減速したことで地球への落下は不可避となった。アムロはラー・カイラムを狙うシャアとの最終対決を制し、サザビーの脱出カプセルごとシャアを拿捕すると、そのままνガンダム１機でアクシズを落下コースから押し出そうとする。その姿に共感した連邦軍MS隊や、一部のネオ・ジオンMSまでもがそれに加わるうち、人々の思いとνガンダムのサイコフレームが共振を始め、遂には眩い光となって溢れ出す。光の奔流はνガンダム以外のMSをアクシズから弾き飛ばし、アクシズの軌道を地球から遠ざけていった。
アムロとシャアを残したまま、サイコフレームの光は地球を囲む巨大な光の輪となる。その光と空に浮かぶアクシズのシルエットを地上の人々も見つめる中、物語は幕を閉じる。

## 登場人物
地球連邦軍（ロンド・ベル）
- アムロ・レイ（声 - 古谷徹）
- ブライト・ノア（声 - 鈴置洋孝）
- アストナージ・メドッソ（声 - 広森信吾）
- アンナ（声 - 丸尾知子）
- チェーン・アギ（声 - 弥生みつき）
- ケーラ・スゥ（声 - 安達忍）
- トゥース（声 - 戸谷公次）
- メラン副艦長（声 - 石塚運昇）

ネオ・ジオン
- シャア・アズナブル（声 - 池田秀一）
- ナナイ・ミゲル（声 - 榊原良子）
- クェス・パラヤ（クェス・エア）（声 - 川村万梨阿）
- ギュネイ・ガス（声 - 山寺宏一）
- レズン・シュナイダー（声 - 伊倉一恵）
- カイザス・M・バイヤー（声 - 村松康雄）
- ホルスト・ハーネス（声 - 池田勝）
- ライル艦長（声 - 曽我部和恭）

地球連邦政府
- カムラン・ブルーム（声 - 村山明）
- アデナウアー・パラヤ（声 - 嶋俊介）

その他
- ハサウェイ・ノア（声 - 佐々木望）
- ミライ・ヤシマ（ミライ・ノア）（声 - 白石冬美）
- チェーミン・ノア（声 - 荘真由美）
- ララァ・スン（声 - 潘恵子）
- オクトバー・サラン（声 - 牛山茂）

## 登場兵器
モビルスーツやモビルアーマーなど機動兵器に分類されるものは
それ以外の艦船・その他のものについては

### 小説版にのみ登場する兵器
『機動戦士ガンダム ハイ・ストリーマー』
- 地球連邦軍
  - RGM-88X ジェダ
- エグム
  - カブール・ベルグソン2式 - ゼダ・マンディラが乗る黒いゲリラ戦用MS。
  - ザクに酷似した機体 - 民間用のホビーのザクを改造したもの。

『機動戦士ガンダム 逆襲のシャア ベルトーチカ・チルドレン』
- ネオ・ジオン軍
  - MSN-04-2 (MSN-04II) ナイチンゲール
  - MSN-03-2 サイコ・ドーガ（サイコ・ギラ・ドーガ）

## スタッフ
- 企画・製作 - サンライズ
- 企画 - 山浦栄二
- 製作 - 伊藤昌典
- 原作・脚本・監督 - 富野由悠季
- 原案 - 矢立肇、富野由悠季
- キャラクターデザイン - 北爪宏幸
- モビルスーツデザイン - 出渕裕[20]
- メカニカルデザイン - ガイナックス（庵野秀明、増尾昭一）、佐山善則
- デザイン協力 - 大畑晃一
- 作画監督[21] - 稲野義信、北爪宏幸、南伸一郎、山田きさらか、大森英敏、小田川幹雄、仙波隆綱
- 作画監督補 - 恩田尚之、中沢数宣、重田亜津史、小林利充
- 原画 - スタジオダブ（古泉造司、中野美佐緒、佐久間信一）、座円洞（松本朋之、井尻博之、鈴木克彦、山崎健志、磯光雄）、スタジオマーク（重田亜津史、佐藤英幸）、小林利充、梅津泰臣、関野昌弘、南伸一郎、橋本浩一、吉田徹、仙波隆綱、小田川幹雄、所ともかず、佐藤敬一、宇佐美皓一、越智博之、上野けん、山田浩之、菅沼栄治、牧野行洋、中野深雪、佐久間しげ子、千明孝一、榎本明広、今隈真一、牧野竜一、内田順久、重田智、佐藤千春、武藤照美、石原典子、高橋千代子、熊谷浩彦、大平晋也、古瀬泰栄、戸倉紀元、加藤義貴、川元利浩、二村秀樹、長崎重信、吉野浩之、青木聡、仲田美歩、近衛真守、寺沢伸介、木下ゆうき、三坂徹、友田政晴、高木広行、北久保弘之、安藤義信、太田博光
- 動画チェック - 向山祐治、工藤千恵子、加藤ひろし
- 動画チェック補 - 川田栄三、今井浩之、岩長幸一
- 動画 - 赤坂理恵子、木下みさ子、竹之内節子、中川信子、小林克治、阿部仁、荒木智子、川上恵美子、青木真理子、森悦史、グループどんぐり（石割悦子、板倉百合恵、柘植直治、安達晶彦）、スタジオダブ（相田徹、佐久間正典、高木恵子、菊池良枝）、スタジオ・ウォンバット（東出太、大隈孝晴、安藤浩、菊池まゆ子）、スタジオマーク（林伸昌、島野隆）、スタジオAP（橋本恵理子、大渕佳子）
- 動画協力 - アートランド、タイガープロダクション、アウベック、スタジオたくらんけ、スタジオディーン、スタジオムー、スタジオ夢民、ワークショップ、ランダム、ブーメラン、アイ・ワークス、スタジオムサシ、サンシャインコーポレーション、スタジオ雲雀、きのプロダクション
- 音楽 - 三枝成章
- 撮影監督 - 古林一太、奥井敦
- 美術監督 - 池田繁美
- 編集 - 布施由美子
- 音響監督 - 藤野貞義
- 音響効果 - 横山正和、小野弘典（E&Mプランニングセンター）
- 演出補 - 川瀬敏文、高松信司
- プロデューサー - 内田健二
- アニメーション制作 - サンライズ
- 製作協力 - 松竹、創通エージェンシー、名古屋テレビ放送、バンダイ

## 主題歌
「BEYOND THE TIME (メビウスの宇宙を越えて)」
作詞 - 小室みつ子 / 作曲・編曲 - 小室哲哉 / 唄 - TM NETWORK （EPIC・ソニー）

## 制作

### 企画
『機動戦士ガンダムΖΖ』の制作後、サンライズ内で、富野由悠季が監督する、初の全編新作となるガンダムの劇場映画の企画が持ち上がった。製作プロデューサーだった内田健二は、ガンダムに限らず新しい新規タイトルを、ガンダムであれば小学生でも観られる作品を期待したが、富野由悠季は「アムロとシャアの決着」に拘り、同様の声が当時のファン層からも挙がったことで、最終的には現場製作を担うプロデューサーの内田が受け入れる形で、本作が製作されることになった。正式なタイトルが決定される前の企画書では、企画背景として、OVAの隆興による日本の劇場アニメの低迷と、『エイリアン2』に代表されるようなSFX映画の水準に対抗できる作品が『ガンダム』であるとして、監督の富野由悠季以下、デザインと作画担当に北爪宏幸、永野護、大森英敏の名前が明記され、登場予定のMSに関しては、νガンダムは『N・ガンダム』もしくは『S・ガンダム』、サザビーは『ザ・ナック』や『ナイチンゲール』とそれぞれ表記されて、ヤクト・ドーガも『サイコ・ドーガ』という表記になっていた。当初の制作スケジュールでは、1987年3月に絵コンテ入りし、5月に作画、9月に撮影、12月にはアフレコを終えて、翌年の1988年1月には初号プリントが完成する段取りが組まれていた。
当時、月刊アニメージュの編集長だった鈴木敏夫は、富野由悠季から企画の話を聞き、応援する者が周囲にいないと愚痴を溢す富野を見て、作品の中身を問わずに支援することを決意し、本作の小説版をアニメージュで連載させた。この時、富野が鈴木に語った作品のコンセプトは「アムロとシャアを同級生にした小学校のクラス学級の話」であり、そこを起点に話を膨らませる構想だったという。

### タイトル
『逆襲のシャア』というタイトルは、1984年頃に『機動戦士ガンダム』の続編小説企画のタイトルとして一般に告知されたものであった。しかし、翌年に『機動戦士Ζガンダム』製作が決定したことで、同企画も番組の小説版として『機動戦士Ζガンダム』に改題された経緯がある。また、小説『ガイア・ギア』の連載前予告タイトルは『機動戦士ガイア・ギア 逆襲のシャア』であった（連載後は変更されている）。

### 脚本
当初、複数の脚本家によって何稿かの脚本が執筆されたが、監督を務める富野由悠季の持ち味やメッセージ性を、如何にして作品へ盛り込むかを考慮した結果、最終的に製作プロデューサーの内田健二が「他人に脚本は書けない」と判断して、富野由悠季に脚本の執筆を依頼することになった。
脚本も担当することになった富野由悠季は、当初、主人公であるアムロ・レイのパートナーであるベルトーチカ・イルマが登場する前提で脚本を執筆したが、第1稿を読んだ製作側から、アムロがベルトーチカと結婚したという設定に対して、「そのような主人公でロボットモノを描いていいのか」という疑問が提示された。この第1稿は、映像化すると上映時間が2時間を超え、またヒューマン・パワーを強調する余り、MSの存在意義が弱いという問題点もあって改稿されることになったが、「本作はテレビシリーズを引き継いで作った1本の読み切りの話にする」という富野の主張を製作側が先に受け入れたことで、富野も脚本を改稿する際、アムロが既婚者である設定と、MSを否定するような話の流れを撤回し、本作ではベルトーチカは登場せず、チェーン・アギとクエス・パラヤという2人のキャラクターが新たに作られ、チェーンは「アムロのパートナー」という設定を、クエスは「アムロとシャア・アズナブルを繋ぐ狂言回し」という設定を、それぞれベルトーチカが劇中で果たす予定だった役割として受け継ぐことになった。また、過去のシリーズでシャアの因縁の相手だったザビ家の生き残りであるミネバ・ラオ・ザビについても、シャアとミネバの物語が新たに生まれ、そこにアムロが関わると話が複雑になることや、『機動戦士Ζガンダム』で、同じくシャアと因縁を持つキャラクターであるハマーン・カーンを登場させたことで話の流れが複雑化した前例から、本作に登場してもシャアがミネバを虐げる血生臭い話しか想定できなかったため、「シャアはミネバのことを忘れた」という裏設定の基、登場は見送られた。
こうして完成した脚本には、富野由悠季が関与する前に書かれたアイディアや設定は、ほとんど反映されていないが、製作プロデューサーである内田の判断で、脚本内における設定の矛盾や名称の間違い、歴史的背景などは、内田を含めた複数の第三者によって徹底的に修正されている。また「アムロとシャアが戦って決着が付く」という分かり易い方向性があったため、脚本に散りばめられた富野由悠季の思想観やメッセージ性などは見過ごされて、問題視されなかった。

### 絵コンテ
監督の富野由悠季によるコンテ入りは、企画当初のスケジュールから1ヶ月遅れの4月となり、9月6日に最後のカットが完成した。
5thルナ攻防戦に於いては、サザビーとリ・ガズィは、永野護がデザインした『ザ・ナック』とΖガンダム（可動域を無くした簡略版だが、名称は既にリ・ガズィとなっている）として描かれ、後にヤクト・ドーガとなる『サイコ・ドーガ』はデザイン未決定のため、マラサイを代替に描かれたが、νガンダムについては『ニューガンダム』（以降はNガンダムと略称される）という名称が既に台詞に登場していた。一方で、5thルナ攻防戦ではシルエット気味にデザインを暈していたジェガンは、ロンデニオン陽動作戦の段階ではギラドーガと共に、ほぼ決定稿のデザインで描かれているが、初登場するNガンダムに関しては、初代ガンダム（RX-78-2）に似た姿で描かれていた。また、ロンデニオン内で初登場するホビー・ハイザックは、『民間用のハデな塗装をしたハイザック』と説明表記されている。ヤクト・ドーガの正式な名称とデザインは、クエス・パラヤがネオ・ジオンに合流してサイコミュの調整を受ける場面で初めて描かれ、ギュネイ機との差別化も明確に描き分けられて、2機が同じ場面に登場して被る際は、作画に於いてデザインの差分をつけるよう注釈が付記された。但し使用する武器は確定しておらず、ルナツー制圧戦で、クエスが実父殺害に使用する武器はメガ・ガトリングガンではなく、ビーム・ライフルとなっている。また此処で初登場するMAのα・アジール（重モビルスーツ、アルパ・アジールA・Asylと表記）も、シルエットで暈されたジオングのようなデザインで描かれていた。ルナツー制圧を逃げ延びた連邦艦がロンド・ベルと合流する場面では、整備中のリ・ガズィは決定稿で描かれ、その後のアクシズへのミサイル攻撃の場面でも、シャアの搭乗機はザナックからサザビーに名称変更され、デザインも決定稿で描かれるようになった。同じく、Nガンダムもνガンダムと正式表記され、デザインも決定稿で描かれている。α・アジールは、搭乗を巡ってのクエスと整備士との口論の場面では決定稿のデザインで描かれるが、表記は最後までアルパ・アジール（アルパと略称されるカットもある）のままだった。
本作でメカニカルデザインを担当した庵野秀明は、絵コンテのカット割りが、常に被写体へ寄せたり引いたりして撮影カメラを動かす見せ方になっており、背景絵が固定されたカットが一枚もないことに言及して、「少なくとも絵描きを信用してるカット絵じゃない」と指摘している。

### CG
ガンダム作品史上、初めて3DCGを導入した作品である。制作当時、CGを扱うこと自体が高コストで時期尚早であったため、回転するスペースコロニー等、手描きのみでは正確なアニメーションを行うことが難しい場面で用いられている。スペースコロニーのサイド1・ロンデニオンとスウィートウォーターの描写などに使用されているが、単なるCG作画ではなくCGモデルに、アートディレクターが描いた手書き画像を貼り付けるテクスチャマッピングによりセル画との質感の差を低減しているなど当時としては先進的な技法が使用されている。CG制作はトーヨーリンクスが担当した。
トーヨーリンクスのCGプロデューサーだった浅野秀二との打ち合わせで監督の富野由悠季は、時間と予算が必要になる1987年当時のCGは、手描きアニメのクオリティーの領域には達していないと判断し、CGを極力絞って効果的に使うよう考えを伝えた結果、上記のように、巨大で細かいディティールを必要とし、斜め移動や回転表現があるスペースコロニーをCGで描くことが決定された。アニメの世界にCGを合わせる前提で始まったスペースコロニーの制作だったが、担当したCGデザイナーの中野英樹はコロニーの巨大感の表現に悩み、劇場ではTV画面では気付かない部分まで見えることを危惧して、出来上がったCGをモニター画面でチェックした後、さらに上映用のスクリーンに映してニュアンスの違いを確認する等、僅か1分半のシーンに3カ月の作業時間が費やされた。また、本作は先に出来上がった美術背景にCGを嵌め込む作業であったため、美術班と綿密な打ち合わせが行われている。

### キャラクターデザイン
キャラクターデザインは安彦良和の不参加が決定し、『機動戦士ガンダムΖΖ』に引き続いて北爪宏幸が手掛けることになった。北爪は本作の制作が始まった1987年の2月にオファーを受けたが、『ΖΖ』では内田健二プロデューサーから「前作のテイストを変えないで欲しい」と言われたのに対し、本作では監督の富野由悠季から「これはΖΖの延長ではなく新しい作品だからキャラクターも変えていく」と言われた。デザインを行うに際して、富野監督と十分に話し合う時間が作れなかったため、北爪が描いたキャラのラフ画を富野監督が選考する形で決定された。富野監督はデザインに関して具体的な指示を出さず、「『人間ドラマ』を描くためにマンガにならないようにして欲しい」「頭や目が大きかったり極端なデフォルメはしないでほしい」という注意点を伝え、北爪は人間の表情芝居が出来るデザインを心掛けたが、デザイン中も富野監督からは、キャラクター全体の首の長さに関して、日本人ではなく欧米の役者を念頭に「顎のラインが肩より下に来ないように」という注意があるなど、細やかな指示が出された。
アニメーション監督で音楽プロデューサーの幾原邦彦は、本作での北爪のデザインは、富野由悠季の演出意図を直接的に表現しがちな湖川友謙と、逆に真っ向から否定する安彦良和の中間に位置づけられ、観客側に想像させる余地を残していると評価し、本作でメカニカルデザインを担当した庵野秀明も、未完成で隙が多いが、湖川側にも安彦側にも振れる可能性があるのは良いことだと評価している。

### メカニックデザイン
メカニックデザインのデザインワークには、出渕裕、佐山善則、鈴木雅久、中沢数宣、大畑晃一、ビシャルデザイン、ガイナックスなどが参加している。MSのデザインは、機動戦士ΖガンダムやガンダムΖΖと同様にコンペ形式で競われた。本作品では、MSには変形・合体というギミックは加えられず、サイズ自体は大型化したものの前作まで続いた重武装化の流れは止まり、シンプルな人型の機体が中心となっている。主役機のνガンダムやリ・ガズィ、ジェガンなど地球連邦軍系のMSについては、鈴木雅久らが中心になって数多くのラフデザインを提出し、最終的に出渕裕がまとめている。ネオ・ジオン軍のMSは出渕裕がデザインしている。富野監督からは、主人公機のνガンダムに関して「ガンダムにマントを付けたい」と「ガンダム本体には変形も合体もさせたくない」という2つの要望があった。またνガンダムは主人公機として初めてサイコミュ兵器を搭載している。
本作では当初、永野護がメインメカニカルデザイナーとして起用されることが決定していた。富野監督からは「テレビシリーズではないから全てのデザインをお前に託す」と言われ、敵味方のMSと艦艇、コックピットやMSの操縦システム、サイコミュ用ヘルメットなど、劇中のほぼ全てのデザインを担当する予定だった。旧作（ファースト・ガンダム、Ζ、ΖΖ）に登場したメカは一切使用しないという条件で考えられていたが、富野監督の要望を受けて提案したデザインラインがクライアントに気に入られなかったことと彼自身が周囲のスタッフと衝突したことで、前作「ガンダムΖΖ」に続いて途中降板することになった。そのため、実際の作画に反映されるかどうかの試験的な作画にまで入っていた段階で全てのデザインはやり直しとなり、コンセプトは同じであるものの永野のデザイン自体は作中には一切登場していない。後年、永野は本作も含め、ガンダムシリーズを3作連続降板したことについて、「思い出したくもないことばかりです」と前置きした上で、当時の自分に他の人たちを説得できるだけのデザイン力がなかったからだと自己分析している。
MSのデザインは急遽コンペ形式で行なわれることになり、バンダイビジュアルの渡辺繁プロデューサーやサンライズの内田健二プロデューサーの声掛けで、前述のデザイナーたち以外にも大森英敏、庵野秀明、小林誠など多くの人物が参加した。デザイナーたちは特に制約を課されずに数多くのラフを描かされ、その結果、出渕裕が中心となってデザインを進めることが決まった。連邦系のMSのデザインには鈴木雅久、中沢数宣、大畑晃一などが参加。概形が決まると、具体的な外見のフィニッシュ作業は他のMSとの統一性も考えて出渕裕に任された。ネオ・ジオン側のMSとMAについては、すべて出渕のデザイン案が採用された。出来上がった全てのMSのデザインを作画用に佐山善則がまとめてクリンナップした。
MS以外のメカニック全般は、多くが製作プロデューサーである内田健二の意向で、ガイナックスに発注された。ガイナックスは会社として引き受けて、実際のデザインはネオ・ジオン関係を庵野秀明が、連邦軍関係を増尾昭一が手掛け、クリンナップは田中精美が行った。また、ノーマルスーツのデザインには貞本義行も参加している。庵野はνガンダムのデザインコンペにも参加し、最初のガンダムの作画監督だった安彦良和のクリンナップ稿とほぼ変わらないガンダムを提出して、作画の負担を減らすために「Ζガンダム」の時に一気に増えたMSの線の量を減らすことを提案した。作業は1987年の6月頃にはほぼ終了し、庵野秀明は後の取材で、当初はファーストガンダムの頃のテイストに戻そうデザインを進めたが、富野監督が『Ζガンダム』や『ガンダムΖΖ』を通してデザインのイメージが進化していることを感じ、そのギャップを自身で解消することにひと苦労したことを明かし、その富野監督からは、「人との対比を重視すること」、「どこに何があるのかを分かり易く示すこと」、「人が住んでいることを何時も念頭に入れてデザインすること」等、いくつもの注文があり、その厳密さに驚くと同時に勉強になった面白い仕事だったと、デザイナーとして参加した感想を述べている。
制作途中からの参加となった出渕裕は、本作に関わる時間が少なく、デザインに関する冒険はあまりできなかったものの、『聖戦士ダンバイン』の頃から、困ったときの代打要員として起用されていた慣れもあったと前置きした上で、「TVシリーズとは違う違和感を感じる素材が提供できたこと」「TVシリーズの表現方法を抑えて正統派なテイストで表現したこと」「モビルスーツの動きをファーストガンダムの頃の演出に耐えられるような単純で綺麗なデザインを目指したこと」を挙げて、時間の制約を逆手に取って、基本に立ち返ったデザイン設定を行ったことを明かしている。また一部のデザインに特撮ヒーローの要素を採用したところ、富野監督がそれを気に入り、シャア・アズナブルとクエス・パラヤのノーマルスーツに反映されている。
MSデザインのクリンナップのみの参加予定だった佐山喜則は、最終的に幾つかのメカデザインも担当することになったが、ラフは出渕裕が描いたラフ画があったので、それを基本に補足メカの発注に応じることが出来た。そして「最大の収穫は出渕さんと仕事ができたこと」と明かした上で、そのデザインワークのコツを教わり、大いに参考になったという。一方でTVシリーズと異なり制約がなく、ガンダムらしいデザインにNGが出る劇場用のデザインに当初は戸惑い、ガンダムの世界観を自身で咀嚼してデザインをしなければならなくなった。一方で富野監督からは、使用場所や要求に合わせた汎用性に富むデザインを要求され、さらに、何かひと工夫を入れたアイディアを常に付加しないとOKとはならず、その拘りに悩まされ続けたが、「設定する上での描き方とは何か」を考えさせられた作品でもあり、現場で作業をするアニメーターの立場に立った設定を考えることが、改めて必要だと認識させられたという。

### 美術
舞台となる宇宙空間の明度については、富野監督より「話が暗いので明るくするように」という指示が出されたが、美術監督の池田繁美は鵜吞みにせず、『機動戦士ガンダムΖΖ』で用いた「コンピューターが宇宙空間を明るく見せている」という設定を本作でも採用し、コクピットから映し出された宇宙空間のみを明るく映し出す演出を行っている。またスペースコロニーについても、未来志向を意識したデザインを避け、人々が普通に生活してもフラストレーションを起こさない雰囲気を持つ人工都市として設計された。具体的には、スイート・ウォーターは、池田がロケハンのために訪れたニューヨークの古い街並みが参考にされている。このコロニーに関しては、同じく富野監督より「ミラーの部分を白く飛ばせ」という指示が何度か出されたが、池田は「太陽の光を反射するので鏡のように見える」と主張し、その主張を富野監督が受け入れたため、本作のコロニーのミラーは鏡のように映り込みがあるよう設定がなされた。また当時は、メカ内部のデザインは美術班が行うという慣習があり、連邦やネオ・ジオンの戦艦内部のデザインは池田が描き起こしている。戦闘ブリッジに関しては、実際の戦艦のブリッジが航行用と戦闘用に分かれていることを富野監督が池田に教えたことで、本作で設定されることになった。
池田は本作について、富野監督から重厚感を求められたが、モニターが映し出す宇宙空間を明るく設定したことで、軽い印象が生まれるのを危惧し、「明るい重厚感」という矛盾めいた設定を苦心して作り上げた。また、劇場版特有のフレームサイズ（本作はビスタサイズ）の違いによるレイアウトバランスについても、TV版のフレームではアキが多くできるため、うるさくならないように調整が行われたという。

### 作画
安彦良和の不参加を受けて、当初は、キャラクターデザインも兼任する北爪宏幸と、大森英敏が共同で作画監督を担当して作業が進められたが、経験不足から作業の進捗は早々に滞り、制作開始から4ヶ月は1カットも上がらない状態となったため、新たに稲野信義、小田川幹雄、仙波隆綱、南伸一郎、山田きさらかが加わり、7人の作画監督が連名する事態となった。監督の富野由悠季は、安彦良和に匹敵する作画監督がいなかったことを理由に挙げた上で、「最初の4ヶ月が順調であれば、完成度は上がっていた」と弁明し、こうなる前に事態を見抜けなかった自身に非があるとして、「若い人たちへプレッシャーをかけて申し訳なかった」と反省を述べている。最終的に絵コンテ段階で2400カットあったものは、完成時には2100カットに削減された。
作画監督の1人だった北爪宏幸は、担当する原画チームの作監とレイアウトチェック、そして海外の下請けに発注した分のリテイクを担当したが、自身が原画を描くことは1枚もなく、作業の大半はレイアウトチェックが占めた。これは富野由悠季との打ち合わせの際、当初は各シーンごとのレイアウトがペラ1枚しかなく、「これじゃ芝居の流れが分からない」と富野が指摘し、キャラクターがどういう流れで芝居をするかについてのアタリを自ら描いて北爪に送りつけるも、枚数が膨大なものとなり、製作プロデューサーの内田健二が「これは原画マンには直接返せない」と判断して、北爪が原画の各担当者と富野由悠季との導管となって、レイアウトと大まかな芝居のラフ画を原画の担当者たちが提出し、それを富野が注文を付けて送り返し、さらにそれを北爪が、富野がつけたアタリも含め、パース直しなどの修正を行ってから原画の担当者たちに渡すというサイクルを2ヶ月半ほど繰り返した結果、多くの時間を取られることになり、全てのレイアウトチェックを北爪が1人で行うことになった。そのため作監に関わる時間が短くなり、登場人物の1人であるクエス・パラヤに関しては、登場から前半部分と死亡する最期の場面しか担当できず、後半のギュネイと絡む場面などはラフしか描けなかったりと、細かい芝居の面倒が見れず、キャラクターとしての統一感がチグハグになる状況が散見することになった。
同じく作画監督の1人だった大森英敏は、当初はメカ作監として制作に関わったが、実際は兵器のエフェクトやバーニアの噴射といった自然現象の作画チェックを担当した。全てにおいて富野監督の強い意向が反映されており、ビーム・サーベルについては、従来のチャンバラではなく、粒子同士の干渉による鍔迫り合いの際、出力が負けた方の粒子が球体エフェクトを発生させるという独自の表現を考案し、監督のイメージに沿うよう、打ち合わせを重ねてから作画が行われた。具体的には、ビーム・サーベルの粒子表現は、透過光で光らせて、さらにその上からブラシを吹くという、複雑な表現方法が用いられている。また、ライフルのビーム描写についても、レーザーのような光ではなく、質量のある細かい粒子が目標を貫く描写を心掛け、被弾エフェクトのイメージを掴むため、シャワーの水滴が顔に当たる様子を観察して作画の参考にした上で、単純な表現にならない様、爆発の作画に関する注意事項を作ってアニメーターたちに周知させた。さらにスピード感が出るよう、ビーム発射時には、銃口に照り返しでなく影が出来るという表現方法を用いている。ファンネルに関しては、全カットを大森が担当しており、「一番スピード感が出せて、場面を面白くできる要素だ」として、躍動感を出すためにMSより高速で動く描写の他、α・アジールの大型ファンネルやνガンダムのフィンファンネルなど、バーニアの機構が変われば機動も違うものとなるよう、動きや回転に差別化が図られた。

### 演出
本作では、大本の演出を監督である富野由悠季が行い、その補佐を川瀬敏文（メイン）と高松信司（サブ）が行った。具体的には、大まかな芝居を富野監督が絵コンテで示し、それを基に描きあがった原画を監督がチェックした後に、演出補佐の川瀬が細かい色彩調整や台詞の長さの調節を、セル画と背景を合わせたカットごとの撮影のチェックを高松が行った。劇場作品を手掛けるのは初めてだった川瀬は、セルの枚数が思った以上にかかることに戸惑い、TV版と劇場版では要求される芝居の方向性が全く異なるなど、TVシリーズで培ったノウハウが全く通用せず、劇場作品は『ダーティペア』に続いて2度目だった高松も、TVシリーズの進行ペースに慣れてしまった弊害から、劇場版との絵作りの違いに苦労し、アニメーターもTV版の感覚でアップの原画を描きがちで、引きサイズのリテイクが多発したという。

### 音楽
『機動戦士Ζガンダム』から三作連続の登板となった三枝成章は、「善悪がはっきりしないガンダムの世界観では、分かり易いメロディが作りづらい」と語り、ガンダムシリーズにおける楽曲制作の難しさを述べつつ、本作では敢えて、今まで避けていた主旋律を定めた上で、モチーフを明確にした分かり易いメロディを心掛け、シャア・アズナブルは後期ロマン派のリヒャルト・ワーグナーの擁護者だったルートヴィヒ2世をイメージして楽曲されるなど、アニメの音楽というよりは、フルオーケストラによる正攻法で格調高い交響曲となるよう、楽曲の制作が行われた 。
音楽に関しては、制作側のスタッフからも評判が良く、MSデザインを担当した出渕裕は「音楽に助けられている部分が、かなりある」と語り、キャラクターデザインを担当した北爪宏幸も、エンディングの『BEYOND THE TIME (メビウスの宇宙を越えて)』も含めて全体的に盛り上がる曲が多く、特にチェーン・アギが死亡した直後に流れる劇伴『宿命』の雰囲気が中々良いと評価している。

### アフレコ
本作で新しく登場するキャラクターを担当する声優については、80人以上のオーディションテープを監督の富野由悠季が実際に聞いた上で選考し、ガンダムシリーズの第1作目から担当している声優たちと一緒に、1988年の1月22日から24日の3日間、日本橋の浜松町にある東京テレビセンターの101ARスタジオで収録が行われたが、実情は、予算とギャラの都合で3日拘束が限界であり、声優も似たような演技をする役者が多く、配役が過去のシリーズと被る結果となった。
富野由悠季は、「声優の幅が狭くなり、異なる持ち味の役者たちと仕事できる世界にしなければいけないと実感させられた」と語り、制作当時からアニメ業界における声優の問題について苦言を呈している。また、アフレコ当日の声優に対しては、クエス・パラヤ役の川村万梨阿とハサウェイ・ノア役の佐々木望に対して強い演技指導があり、アムロ・レイ役の古谷徹やシャア・アズナブル役の池田秀一、ブライト・ノア役の鈴置洋孝には指導が全くなかったという。
シャア・アズナブル役の池田秀一は、本作をガンダムシリーズ9年間の集大成という気持ちで収録に臨み、物語の結末としてシャアが死んだと解釈して、収録後に「長い間お疲れさまでした」と、監督の富野由悠季に挨拶をしたが、富野からは「死んだかどうか分からない」と返されたという。また後年の取材で池田は、収録当時の自身の芝居について、「最後だから全部やり切ってしまおうという勢いがあった」と語っている。
アムロ・レイ役の古谷徹は、収録当時の自身の年齢（35歳）に近い年齢設定（29歳）ということもあり、責任感のある大人の芝居を心掛けたが、一方で『ガンダムΖΖ』でアムロが未登場だったことから、『Ζガンダム』での精神状態から本作の復活した状態に至った経緯が分からず、収録の前半部分ではアムロに対する芝居に迷いがあり、登場人物であるチェーン・アギと絡む場面（チェーンがアムロの部屋の前で膝を抱えて浮いて待つ場面）を収録するまでは、『Ζガンダム』の若い部分を引きずっていたという。古谷は未登場に終わったアムロのパートナーであるベルトーチカ・イルマについて、『Ζガンダム』の頃のアムロにとっては必要な存在だったが理想のパートナーではなく、むしろチェーン・アギの方がアムロの理想に近い存在であると解釈し、芝居にもそういう気持ちが無意識に出たと、後年の取材で語っている。
チェーン・アギ役の弥生みつきは、劇場アニメが『王立宇宙軍 オネアミスの翼』に続いて2作目だったことに加えて、声優特有の擬音表現に悩まされ、何度もリテイクを繰り返したため、アムロ役の古谷徹がサポートに回って収録の手助けを行った。

### プロモーション
機動戦士GUNDAM 逆襲のシャアのすべて
本作公開直前に、特別番組が放送された。この特番には、監督の富野由悠季の他、アムロ役の古谷徹、シャア役の池田秀一、クェス役の川村万梨阿に加え、シャアのファンである富田靖子が出演し、番組内で彼女が富野から本作でシャアが着用しているネオ・ジオンの制服をプレゼントされたことが、本作のパンフレットに写真入りで掲載された。また、富野は番組の最後で「この作品は35歳以上の方に、特に男性の方に見てもらいたい」と視聴者に向けたメッセージを送っていた。
前売り券
前売り券限定特典は光る!SDガンダムの卵、またはテレホンカード。

## 評価
富野由悠季
本作の監督を担当した富野由悠季は、公開直後の取材で、アムロのパートナーだったベルトーチカが未登場に終わったことや、アムロとシャアの決着の良し悪しについて「良くわからない」と答え、上映時間を2時間以内に纏めるための物語の結末としては、あれが限界だったことを隠さなかった。後年、1993年当時の取材では、企画時の段階から自身の老いを意識せざるを得なくなり、映画作りを躊躇したが、アムロとシャアの決着を完遂させるために「職人芸でやるしかない」と決意して制作に臨んだと述懐している。さらに後年の1999年、『∀ガンダム』制作時の取材では、「映画として作った記憶がない」とも答えており、安彦良和が作画に参加しなかったことから本気になれず、惨敗感が強かったことを明かした上で、「公開された後も興味は一切ありませんでした」と、突き放した評価を下した。また、サンライズの経営陣やバンダイなどの出資者が皆一応、本作を半期の商売ができるコンテンツとして見ている光景に嫌悪感を抱き、「これで『ガンダム』のケリが着いて良かったね」と試写会後に感想を述べたバンダイ社長の山科誠の言葉でさえ、「とても寂しかった」と感じる程だったという。また同席した角川書店の副社長も、作品に対する感想は、山科社長共々、肯定も否定もしない態度に終始したため、「自分は映画監督になれなかったという思いを自覚した」と語っている。。作画やキャラクターについては、担当した北爪宏幸を名指しで批判し、演出として意図した部分を描き切れてないとして、特に男女間の濡れ場を表現するために、ナナイ・ミゲルのようなスタッフにも解り易そうなキャラクターを登場させたことを「疲れた」の一言で片づけ、表現として満たされなかった悔しさを滲ませている。

内田健二
本作の製作プロデューサーとして現場レベルで関わった内田健二は、「本作を客観的に見ること」「本作を商売として純粋に語ること」「本作を自分自身の言葉で話すこと」ができないと断った上で、『戦闘メカ　ザブングル』の制作デスクとして富野由悠季と関わって以降、彼の作家性に対する周囲の反応が驚くほど乏しく、本作に関しても、脚本が出来上がった段階で、当時の観客が望むガンダムのイメージとはかけ離れた作品になることを予見しつつ、商業上の観点から不安要素になると覚悟した上で脚本を通したことを明かし、本作は子供向けではないと断言している。そして公開後、周囲から「逆襲のシャアはガンダムではない」という感想が数多く寄せられたが、結局のところ「ガンダムらしさ」という神話は、富野由悠季の中にしか存在せず、商売として考えるよりも、神話のまま世の中に公開できれば嬉しいという考えが製作当時には存在して、富野由悠季に対してものを言える立場でプロデュースをしていなかったと語っている。

北爪宏幸
キャラクターデザインなどで制作に関わった北爪宏幸は、話の内容が小説的で、画面構成や派手さで面白さを決めていた当時の自分にとっては、「アニメでやる必要がない」と反発していたことを明かし、物語の終盤で、νガンダムが小惑星のアクシズをサイコフレームの力を借りて押し戻す展開についても、意思という概念を視覚的に見せる解りやすい表現の1つだと理解しつつも、制作時に初めて耳にした際はギャグか冗談だと思い、0号試写で実際に鑑賞した際も、富野由悠季が錯乱したと本気で思ったという。その上で、サイコフレームという未知の力の扱いについて、『伝説巨神イデオン』や『聖戦士ダンバイン』なら問題ないが、人の技術で作ったMSがある世界観で、意思の力だけで物事を解決するという展開には、違和感を感じていたと語った後で、公開から何年も経っており、「何度か見返した後なら、人の力で作られたガンダムの世界でやるからこそイイのかもしれない」と、制作側である体面上のフォローを入れている。

會川昇
脚本家の會川昇は、破綻を多く抱えながらも監督の本音が溢れ出るドラマの流れや、作品のテーマを具現化する小道具や設定の独自性に触れた上で、本作がロボットアニメとして申し分なく成立していることが重要だとして、特にその中でも、性能差で上回るライバル機に新武装の高性能機で勝利するも、その技術が敵側から供与されていたという展開の構成が、昨今でも中々見られない、ロボットの性能差に主軸を置いたサスペンスになっていると指摘し、エンタメとして成立させようという監督の努力が最後まで見られる好ましい作品だと評価している。そして、『伝説巨神イデオン』以降の作品に触れる度に、「ニュータイプの素晴らしさは二度と語られないだろう」という諦めを抱いていたことを吐露した上で、本作を初めて劇場で観た際は、「ファーストガンダムの時に抱いた感情を、今でも信じて良いのだ」という安堵感に包まれ、少し涙したとも述べている。

あさりよしとお
漫画家のあさりよしとおは、本作で描かれた「人間ドラマ」は「痴話ゲンカ」であると断言し、富野節で覆い隠しているが、他人に愚痴っているだけであり、内面のどうしようもない部分を見せて良いのはアマチュアだけで、世の中を疑うことを作家性だと思い込むのは、活力を失った老人の発想であると、手厳しい評価を下している。一方で、作品自体については、辛うじて肯定的なラストシーンによって救われているとした上で、オープニングでのタイトル場面の高揚感や、メカニック描写を効果的に画面へ落とし込む技術を挙げて、反射的に冴えている職人技が散見していることが、却って辛いという感想を述べている。

幾原邦彦
アニメーション監督で音楽プロデューサーの幾原邦彦は、ガンダムのストーリーやメカニカル全般に興味がなく、登場人物たちの立ち位置しか注目しなかったと前置きした上で、作品のテーマが初見では理解できず、劇場で2回見たことを明かし、同じアニメーションを演出をする側として、小惑星アクシズを地球に落とすストーリーを描いた富野由悠季の気持ちが理解できたという。そして本作に於いてシャア・アズナブルとアムロ・レイは、共に富野由悠季の思想を会話劇で観客に伝える分身であり、出資者側を騙して自己満足的な独善を貫くシャアと、現場のスタッフや観客に報いる意味でも皆が幸せになる結末を望む偽善のアムロが闘った結果、小惑星は落ちなかったことから、富野由悠季はまだ未来を信じていると感じたという。また、小惑星を落とすことも富野由悠季の本意ではなく、だからこそサイコフレームがアムロに渡される話の流れが描かれたと指摘し、映画作品として最後に夢のある結末を見せたところに富野由悠季の優しさがあると語っている。

井上伸一郎
編集者でプロデューサーの井上伸一郎は、本作は、富野由悠季が本当にやりたかった『機動戦士Zガンダム』だとして、Zガンダムの構成要素が分解されて、本作へ再構築されていると指摘した上で、富野由悠季がガンダムにケリをつけようとする生真面目さにショックを受けたと語り、だからこそ本編の終盤でシャアを殺し、赤子の泣き声が地球から聞こえるという、感情の輪廻転生の流れになってしまったのだと推察している。また当時の自分は、雑誌『月刊ニュータイプ』の編集に携わっており、同時期に結婚も経験したが、アニメ雑誌を製作する中で、精神的にまともな感性ではなくなる瞬間があり、「自分は普通ではない。しっかりしないと行けない」という問いかけを本作が与えてくれたとも語り、色々な意味で思い出深い作品だとしている。

大月俊倫
プロデューサーの大月俊倫は、「20世紀最初で最後の本音で語られたアニメ」であるとして、中年男性同士の対決がTVオンエアで不適当なので劇場公開され、大人になったシャア対アムロがあるからこそ、終盤のハサウェイ、クエス、チェーンによる三つ巴の殺し合いが観客に許容されるように構成されていると分析している。また本作に於けるニュータイプの定義を、クエス・パラヤを引き合いに、純粋な魂を持つが故に傷つき思い悩む存在であるとして、一度はニュータイプ論と決別した富野由悠季が、次世代の観客に向けて、ガンダムというものを再び語ったことを尊敬すると評価している。

押井守
映画監督でアニメーション演出家でもある押井守は、ガンダムもアニメ映画を見に行くこともそれほど興味がないと語るが本作については「『逆襲のシャア』なら何時間でも語るよ」と絶賛している。公開から数年後の取材では、「確信犯であり、擦れ違った不幸な作品」「富野由悠季の肉声が全部出ている純文学」と評し、「共感した。とても気持ちのいい作品だった」と感想を述べている。また、1960年代以降の挫折したニヒリズム的な報復思想をアニメという大衆文化に登場させたことに驚愕し、「よくあんなホン（脚本）を通して公開したなと感心した」と語った上で、製作側が富野由悠季の思想観や脚本を良く理解せずにOKを出し、富野自身も意図的にその辺りを上手く誤魔化した結果ではないかと述べている。そして、自身にも富野と同じような報復思想があり、それが『機動警察パトレイバー 2 the Movie』に繋がったことを吐露しつつ、本作のように監督自身の思想観をストレートに表現するのは好みではないとも語り、アニメ作品であったがために、本作に対する周囲の反応が、ガンダム世界に於けるいつもの戦争論に終始し、監督の思想観が観客にほぼ伝わらなかったにも関わらず、100万人規模の集客があったことに触れ、「少数者の思想を語った富野さんにとって、コケたほうが救いがあった」「映画を作る戦略としては、余りにも無謀で無防備すぎた」と語っている。一方で、演出面に関しては、本作の絵コンテには流れがないことを指摘し、「アニメーターが下手で信用していないんじゃないか」と推察している。

山賀博之
脚本家で映画監督の山賀博之は、自分自身が「アニメを知らない人の前で、アニメの話をするのが恥ずかしい人」と前置きした上で、本作の話をするのは全然恥ずかしくないと思う程の一級品で、「全部が富野由悠季で、全部がガンダムだから、何処も欠けていない、100点満点だ」と絶賛している。そして本作を初めて鑑賞した際は、最初の1分で体が凍り付き、今までやってきたアニメの仕事が、ガキの遊びに見えたと語っている。また本作は、富野監督が世界観から細かい設定の細部に至るまでを仕事として真面目に向き合い、監督自身の全てを出した「本物」であり、彼の人生のあらゆるものが入っていると指摘して、中々できることではないと驚嘆の弁を語っている。

## 関連作品

### 小説
総監督の富野由悠季による小説が2種類刊行された。大枠の設定は映画とも共通するものの、それぞれでストーリーは大きく異なるパラレルワールドであるとする説もある。

#### 機動戦士ガンダム 逆襲のシャア（小説版）
1987年から1988年に刊行。2009年に復刻刊行された。この小説群は、映画公開の1年前（1987年5月号）までアニメ雑誌『アニメージュ』（徳間書店）で連載されていた『機動戦士ガンダム ハイ・ストリーマー』に加筆したものである。
表紙や挿絵のメカニック、キャラクターを担当したのはSF漫画家の星野之宣。人物やメカニックは、従来のガンダムシリーズのアニメ作品とは異なった大胆なアレンジで描かれ、劇場版とも異なる独自の解釈によるデザインとなっている。
後述の正式に『ハイ・ストリーマー』と名称を戻した小説と区別するため、こちらは『徳間版/逆襲のシャア』（アニメージュ文庫）と呼称されることもある。
アニメージュ文庫で刊行される際に劇場版と同じく『機動戦士ガンダム 逆襲のシャア』と改題されたが、中篇と後篇は表紙にのみタイトルに（ハイ・ストリーマーより）との一文が追加されている。筆者の富野によれば、当初『アニメージュ』誌上で発表された際に『ハイ・ストリーマー』という題を冠したのは、本作を単なる外伝ではない、本伝を超える新たなシリーズとして以降も書き続け、いずれガンダムの名を表題に付け加える必要はなかったと評されるようなシリーズ作品にしたいという意気込みがあったためであるが、結局は『ガンダム』の本家に取り込まれる結果になったとも語っている。なぜ誌上で『ハイ・ストリーマー』として発表されたものが『逆襲のシャア』として発表されたかについては、富野は「関係者各位の善意がすれ違ったと理解していただきたい」と説明している。
後述の『ベルトーチカ・チルドレン』と比較して、こちらは映画の「正伝」であるとされる。アニメージュ誌上で連載されたものは映画版の前日譚となっており、アムロがスウィート・ウォーターに潜入調査をしているシーン、クェスがインド大陸でヒッピー達と断食に励む描写などが描かれ、文庫化の際には前編として収録された。中編のフィフス・ルナでの戦闘からは文庫の書き下ろしで、ほぼ劇場版に沿った形でありながらブライトとの再会、チェーンとの出会い、νガンダム設計会議など劇場版の物語をさらに補足したストーリーとなっている。連載最終話のチャプターLは文庫の方で先に発表された。
劇場版ではあまり触れられなかったシリーズの歴代キャラクターに対しては、前篇で精神崩壊したカミーユ・ビダン、中篇でグリプス戦役時に付き合っていたベルトーチカ・イルマに触れられている。
アニメージュ文庫版（旧版）
富野由悠季（著）、徳間書店〈アニメージュ文庫〉、全3冊。
- 『機動戦士ガンダム 逆襲のシャア 前篇』、1987年12月発行、ISBN 4-19-669570-1
- 『機動戦士ガンダム 逆襲のシャア 中篇』、1988年2月発行、ISBN 4-19-669575-2
- 『機動戦士ガンダム 逆襲のシャア 後篇』、1988年3月発行、ISBN 4-19-669578-7

アニメージュ文庫版（復刻版）
富野由悠季（著）、徳間書店〈アニメージュ文庫〉、全3冊。
- 『機動戦士ガンダム 逆襲のシャア 前篇』復刻版、2009年7月発行、ISBN 978-4-19-908004-3
- 『機動戦士ガンダム 逆襲のシャア 中篇』復刻版、2009年7月発行、ISBN 978-4-19-908005-0
- 『機動戦士ガンダム 逆襲のシャア 後篇』復刻版、2009年7月発行、ISBN 978-4-19-908008-1

#### 機動戦士ガンダム ハイ・ストリーマー
2002年10月刊行。上述の小説『機動戦士ガンダム 逆襲のシャア』の内容をそのままに、表紙や挿絵のメカニック、キャラクターを久織ちまきが担当し『機動戦士ガンダム ハイ・ストリーマー』として正式なタイトルに戻したもの。アニメージュ文庫版に収録された星野之宣によるイラストは各巻の巻末に再録されている。
富野由悠季（著）、徳間書店〈徳間デュアル文庫〉、全3冊。
1. 『機動戦士ガンダム ハイ・ストリーマー 1 アムロ篇』、2002年10月発行、ISBN 978-4-19-905125-8
2. 『機動戦士ガンダム ハイ・ストリーマー 2 クェス編』、2002年11月発行、ISBN 978-4-19-905129-6
3. 『機動戦士ガンダム ハイ・ストリーマー 3 シャア編』、2002年12月発行、ISBN 978-4-19-905130-2

#### 機動戦士ガンダム 逆襲のシャア ベルトーチカ・チルドレン
1988年刊行。本来は未発表の映画用シナリオ第1稿を基に改訂され、モチーフ小説『機動戦士ガンダム 逆襲のシャア ベルトーチカ・チルドレン』として角川スニーカー文庫から刊行。2014年には漫画化もなされた。
ストーリーの大筋は映画版の展開をなぞるものの、一部設定・登場キャラクター・物語の展開が異なり、正伝とされる『ハイ・ストリーマー』に対して「パラレル的」であるとされる。最大の特徴は劇場版におけるアムロの恋人、チェーン・アギは本作品に登場せず、『機動戦士Ζガンダム』に登場したベルトーチカ・イルマがアムロの恋人として登場する点である。また、ヒロインであるベルトーチカがアムロの子供を身籠っている、クェス・パラヤがチェーンによる攻撃ではなくハサウェイの誤射によって死亡するなどの相違がある。後の『機動戦士ガンダム 閃光のハサウェイ』の小説版はこちらの作品の歴史を引き継ぐものとなっている。
MSの名前も異なり、映画版のサザビーに相当するシャア専用MSがナイチンゲール、ヤクト・ドーガに相当するMSがサイコ・ドーガである。また、出渕裕による描き下ろしの口絵では、νガンダムのデザインに小説用のアレンジが施された。このνガンダムはのちにHi-νガンダムとして再設定された。これらのMSはゲームへの登場や模型化など映画版と並行して商品展開されている。第1稿と映画版に上記のような相違があるのは、第1稿が「ガンダム映画化委員会」の審査にかけられた折、「映画でアムロの結婚した姿は見たくない」「モビルスーツの玩具が売れることで厚い市場を形成し、映画を制作する資金が出ているのに、モビルスーツの存在をシナリオで否定しているのはどうなのか？」という意見・批判を受け、大幅に修正したものが採用されたためである。
本作の企画について、刊行したKADOKAWA（当時の角川書店）の井上伸一郎によれば、徳間書店に先を越される形で『ハイ・ストリーマー』の連載が開始された際、富野の小説作品をシリーズとして出版している角川でも何か書いてほしいと富野に打診したところ、映画の次の仕事を探している富野にとっても渡りに船であったこともあり、映画の初期稿を元に異例の執筆スピードで書き上げられたという。
富野由悠季（著）、角川書店〈角川文庫〉、全1冊。
- 『機動戦士ガンダム 逆襲のシャア ベルトーチカ・チルドレン』、1988年2月20日発行、ISBN 978-4-04-410109-1

#### カセット文庫
1989年12月、かつて角川書店が商品展開していた「角川カセット文庫」の1作品として音声だけのドラマ（いわゆる「サウンドドラマ」）をカセットテープメディアに収録してリリース。前述した『ベルトーチカ・チルドレン』ベースのストーリーとなっているためベルトーチカが登場し、オリジナルキャストである川村万梨阿が演じる。この兼ね合いから、クェスのキャストは映画版でチェーミンを演じた荘真由美に変更、他にもキャスティングが一部異なる。音楽も増田俊郎と立原摂子が担当、このカセット文庫版用に書き下ろされた新規曲が使われた。
2021年、『逆シャア』の後年に位置する作品『機動戦士ガンダム 閃光のハサウェイ』がアニメ映画化し第1部が同年6月に公開されたのに合わせて、このカセット文庫版もタイトルを『復刻版ドラマCD 機動戦士ガンダム 逆襲のシャア ベルトーチカ・チルドレン』に改題、収録メディアをコンパクトディスクに変更して同年8月28日に復刻発売された。
スタッフ(カセット版)
- プロデュース - 田宮武
- 原作 - 富野由悠季（角川文庫 刊）※ 現・角川スニーカー文庫 刊
- 脚本 - 渡辺誓子
- 演出 - 藤野貞義
- 音楽 - 立原摂子、増田俊郎

キャスト（カセット版）
- アムロ・レイ - 古谷徹
- シャア・アズナブル - 池田秀一
- ベルトーチカ・イルマ - 川村万梨阿
- ブライト・ノア - 鈴置洋孝
- メスタ・メスア - 榊原良子
- ハサウェイ・ノア - 佐々木望
- クェス・パラヤ - 荘真由美
- グラーブ・ガス - 松本保典
- アデナウアー・パラヤ - 喜多川拓郎
- クルーA - 橋本浩志
- クルーB - 山崎たくみ

### 漫画
機動戦士ガンダム 逆襲のシャア (村上としや版)
コミックボンボンに劇場公開後の1988年4月および5月に前後編で掲載。単行本としては1999年に大都社が復刻版として発売した漫画版『機動戦士ガンダムΖΖ』の単行本2巻に併録されたのが唯一。映画とは異なりハサウェイは連邦のパイロット候補生として最初からラー・カイラムに乗艦しているため、クェスとの関わりはなく、他にもリ・ガズィ、α・アジールが登場しないなど、ストーリーにいくつか差異が見られる。
機動戦士ガンダム 逆襲のシャア (ときた洸一版)
劇場公開から10年後のPlayStation版ゲームの発売に合わせコミックボンボン1998年10月から1999年2月まで全5話連載。1999年3月3日に単行本化。全一冊。
作画はときた洸一。こちらの作品は映画とほぼ同様のストーリーとなっている。2005年に新装版が刊行され、2018年に復活ボンボンシリーズ版として再度リニューアルされた。
- 講談社（コミックボンボンKC）、1999年3月3日発行、ISBN 978-4063238631
- （新装版） 講談社（KCデラックス）、2005年6月23日発行、ISBN 978-4063720273
- （新・新装版） 講談社（KCデラックス）、2018年7月23日発行、ISBN 978-4065117606

機動戦士ガンダム 逆襲のシャア ベルトーチカ・チルドレン
上記の角川スニーカー文庫の小説『機動戦士ガンダム 逆襲のシャア ベルトーチカ・チルドレン』のコミカライズ作品。
作画はさびしうろあき、柳瀬敬之。MSデザインは出渕裕。『ガンダムエース』2014年8月号（2014年6月発売）から2018年5月号まで連載された。単行本は角川コミックス・エースにて全7巻発売。
単行本
作画 さびしうろあき、柳瀬敬之、MSデザイン 出渕裕、KADOKAWA〈角川コミックス・エース〉、全7冊
1. 2014年11月26日発行、ISBN 978-4-04-102286-3
2. 2015年5月26日発行、ISBN 978-4-04-102875-9
3. 2016年1月26日発行、ISBN 978-4-04-103677-8
4. 2016年8月26日発行、ISBN 978-4-04-104530-5
5. 2017年3月25日発行、ISBN 978-4-04-105117-7
6. 2018年2月26日発行、ISBN 978-4-04-105992-0
7. 2018年09月26日発行、ISBN 978-4-04-107498-5

### ゲーム
「スーパーロボット大戦シリーズ」を筆頭に本作が登場するゲーム作品は無数にあるため、ここでは本作を題材に単独商品化された作品のみ記述する。
コンシューマーゲーム
機動戦士ガンダム 逆襲のシャア（1998年12月17日、バンダイ、PlayStation）
モバイルゲーム
機動戦士ガンダム 逆襲のシャア（バンダイネットワークス、iモード）
- 2005年4月4日、配信サイト「バンダイコレクション」
- 2006年8月31日、配信サイト「ガンダムtype-A」

機動戦士ガンダム 逆襲のシャア（バンダイネットワークス→バンダイナムコゲームス、S!アプリ リアル3Dゲーム / iアプリ）
- 2009年1月30日、携帯機種「SoftBank 930P」プリインストール（S!アプリ リアル3Dゲーム）
- 2009年10月5日、配信サイト「ガンダムゲームモバイル」（iアプリ）

### パチンコ
Pフィーバー 機動戦士ガンダム 逆襲のシャア
SANKYO、2019年9月17日導入。

### 派生作品

#### 映像
GUNDAM EVOLVE 5 RX-93 ν GUNDAM
短編映像作品『GUNDAM EVOLVE 5』では、CGとセル画を合わせる手法でリデザインされたνガンダムとα・アジールの戦いが、映画や小説とは違う展開で描かれている。本作は1から4までと合わせ、『GUNDAM EVOLVE +』としてDVD化された。
複数製作された同シリーズにおいて、唯一富野がストーリーを製作した作品である。劇場版や小説版の続編『閃光のハサウェイ』とは異なり、クェスとハサウェイの結末がポジティブなものとして転化されている。

#### 漫画
機動戦士ガンダム 逆襲のシャア BEYOND THE TIME
『機動戦士ガンダムUC』のアニメ化を記念して角川書店の漫画雑誌『ガンダムエース』2010年7月号から2011年11月号まで不定期連載された漫画作品。作者は久織ちまき、シナリオは本田雅也、単行本は全2巻（ISBN 978-4-04-715664-7、ISBN 978-4-04-120062-9）。
ニュータイプ研究生だったナナイが志を果たせないまま研究する側となり、やがてシャアと出会ってネオ・ジオンに参加する半生などを、アクシズ攻防戦の際に見た白日夢として描く内容となっている。

#### PCゲーム
MOBILE SUIT GUNDAM クラシックオペレーション
PC-9801/X68000/FM TOWNS用としてファミリーソフトによって開発され、1990年から1992年にかけて発売されたシミュレーションゲーム。開発当時に発表済みだった『機動戦士ガンダム』から『逆襲のシャア』までの各作品における宇宙戦シナリオをプレイできる。なお、X68000版はPC-9801版に忠実な移植版であるが、FM TOWNS版はPC-9801版の強化移植版であることから、タイトルも『MOBILE SUIT GUNDAM ハイパークラシックオペレーション』に変更されている。

#### ゲームブック
機動戦士ガンダム シャアの帰還 ―逆襲のシャア外伝―
勁文社より1988年4月に発行されたゲームブック。編集はスタジオ・ハード、構成・文は草野直樹、日高誠之。ISBN 4-76-690717-5
宇宙世紀0090年を舞台としてシャアとなり、ジオン残党のダンジダン・ポジドン少将による協力のもと、新生ネオ・ジオンの構築の経緯を描く内容となっている。なお、ネェル・アーガマを率いるブライトのほか、ナナイやギュネイなど本作の人物も登場する。

## エピソード
- 同時上映の『機動戦士SDガンダム』では、本編に先駆けてνガンダムがシルエットで登場した後に二頭身で登場し、ラストでサザビー開発中のシャアが「今度は劇場で仕返ししてやる」とタイトルと同時上映であることを意識した発言をしている。
- 物語終盤、サイコフレームが飛んでいくカットにおいて回っている背景の地球は3DCGではなく、スタッフの提案で、市販の地球儀の表面を剥がしてヤスリがけをした上で、立体的に地表や雲などの背景を描いて1コマづつ回しながら撮影したものである[126]との旨を、本作の演出補を務めていた高松信司が証言している[127]。当初は通常の作画で描かれる予定であったが、表現方法の変更に伴い、監督の富野由悠季が新たに絵コンテを描き直している[126]。なお、この地球儀は2022年[126]時点で現存が確認されている[128]。
- 本作の予告編は、サンライズが独断で、主に洋画を制作している別のプロダクションへ編集権を譲渡して制作された。そのため、監督の富野由悠季を含めた映画版のスタッフはそのことを知らされず、予告編の制作には一切関与していない。これについて富野由悠季は、制作後に発売された雑誌『月刊ニュータイプ』のムック本の取材にて、自身のコメントの半分以上をこの話題に割いた上で、第1弾の予告に使うカットの選別まで行っていたことや、自身を含めたスタッフたちが不当に低く評価されていることなどを語って、サンライズの上層部を批判している[129]。
- 劇中、スウィートウォーターのリニア・トレイン内で、シャア・アズナブル一行が、市民たちから歓迎される場面があるが、上映時間の尺調整のためにカットされる可能性があった。この時、制作現場を訪れていた雑誌『月刊ニュータイプ』の編集長だった井上伸一郎は、この場面を残すよう、富野由悠季に強く進言し、結果としてこの場面はカットを免れることが出来た。井上は後年の取材で、「それまでのガンダム作品には、為政者と一般市民が触れ合う場面が皆無であり、初めて描かれたこの場面が一番好きで痺れた」と語っている[130]。また、この場面で市民たちが口遊む歌は、劇伴『ネオ・ジオン軍』に歌詞をつけたもので、オリジナルサウンドトラックには収録されていない[81]。
- キャラクターデザインと作画監督を担当した北爪宏幸は、制作当時は完成前の0号プリントしか観ておらず、公開から数年経った後に発売された廉価版レーザーディスクのジャケット絵を担当した際に初めてサンプルを貰ったものの、実際に鑑賞したのは1993年になってからで、OVA『YAMATO2520』のキャラクターデザインを手掛ける際に、参考用として初めて完成版を鑑賞したという[131]。
- 公開前、サンライズの上層部は、本作はヒットしないと考えて、最高でも配給収入は4億円程度を予想していた。ところが蓋を開けると、公開初日の段階で6億強の配収予想を叩き出した。しかし上層部は「当たったのはガンダムだから」と富野由悠季の功績を否定し、富野が激怒する事態となった。この時、偶然その場に居合わせた月刊アニメージュの編集長だった鈴木敏夫は見兼ねて、「ガンダムという名の下に、全然別途の作品を作るという思考実験は成功したじゃないか」と宥め、富野は「そう言ってくれるのは凄く有り難い」「そういう事なら、自分はガンダムを作り続けられる」と感謝の言葉を述べたという[132]。
- 当時、休刊した直後のアニメックで編集をしていたフリーライターの永島収は、登場人物の1人であるハサウェイ・ノアの劇中での扱いに納得が行かず、監督の富野由悠季に直接取材を行った。富野は「今の俺には、若い者がクェスとかハサウェイのようにしか見えない」と語り、罪を背負ったハサウェイのその後についても、「あれで終わりだ」とつれなく返したという。しかし後年、小説という形で『機動戦士ガンダム 閃光のハサウェイ』が発表され、永島は、富野由悠季が彼なりに、ハサウェイの物語に片をつけたことを嬉しく感じたという[133]。
- 劇中、登場人物の1人であるギュネイ・ガスが、上司であるシャア・アズナブルへの嫉妬心から「（シャア）大佐のララア・スンって寝言を聞いた女はかなりいるんだ！」と発言するが、これについて監督の富野由悠季は、作家の三島由紀夫が実子に対して「子供の寝顔を見ると、悔しいけれど、可愛いと感じる」と発言した逸話から発想を得た台詞であると明かし、孤高の作家として、戦後の時代に切腹までした男が、自分の子供を可愛いと感じた心情の根源は何かと考えた結果、それは「凡俗」でないかと思いつき、シャア・アズナブルも凡俗な人間であり、それくらいのボロが出なければ可愛くないだろうと、キャラクターとしての肉付けを表現する際の参考にしたと証言している[134]。